# Joachim Nestler
Joachim Nestler (* 3. Mai 1936 in Wittgensdorf; † 17. März 2002 in Potsdam) war ein deutscher Szenarist und Schriftsteller. Mit Manfred Freitag bildete er ein erfolgreiches Film-Autorenduo der Deutschen Demokratischen Republik (DDR).

## Leben
Nestler gehörte „zur ersten Generation in der DDR ausgebildeter Filmstudenten“: Er studierte von 1956 bis 1960 unter anderem bei Wera Küchenmeister und Claus Küchenmeister Dramaturgie an der Hochschule für Filmkunst in Potsdam-Babelsberg und arbeitete ab 1960 bei der DEFA. Gemeinsam mit Manfred Freitag schrieb er Drehbücher und Szenarien für zahlreiche Kinder- und Jugendfilme. Ihr Debüt als Drehbuchautoren hatten beide 1963 beim Kinderfilm Daniel und der Weltmeister. Beide adaptierten auch Märchenfilme für die Leinwand, darunter 1972 Sechse kommen durch die Welt.
Der Film Denk bloß nicht, ich heule, für den er und Freitag das Szenarium geschrieben hatten, wurde nach 1965 im Zuge des 11. Plenums der SED verboten. In ihrem 1974 geschriebenen Drehbuch für den Film Johannes Kepler sahen Kritiker daher rückblickend auch „ihre eigenen Ketzer- und Bekennerkonflikte mit der Obrigkeit verarbeitet. Nicht nur Kepler hatte unter einer aufgeheizten, nach der Inquisition rufenden Stimmung zu leiden gehabt.“ Nestler und Freitag traten auch als Autoren zahlreicher Kinderbücher in Erscheinung.
Ab 1994 hatte Nestler die Professur für Film- und Fernsehdramaturgie/Drehbuch an der Hochschule für Film und Fernsehen „Konrad Wolf“ in Potsdam inne. Er verstarb nach schwerer Krankheit am 17. März 2002 im Alter von 65 Jahren.

## Filmografie
- 1961: Panzer 122
- 1963: Daniel und der Weltmeister
- 1963: Julia lebt
- 1963: Zwei in einer Hafenstadt (TV) – als Darsteller
- 1965: Denk bloß nicht, ich heule
- 1965: Leben – wofür? (Kurzdokumentarfilm)
- 1966/1971: Der verlorene Engel
- 1967: Credo: Martin Luther – Wittenberg 1517
- 1970: Aus unserer Zeit (Episode 2 und 3)
- 1972: Sechse kommen durch die Welt
- 1974: Für die Liebe noch zu mager?
- 1974: Johannes Kepler (Szenarium)
- 1975: Looping (Szenarium)
- 1976: Unser stiller Mann (Mitarbeit)
- 1977: Wer reißt denn gleich vorm Teufel aus
- 1978: Jörg Ratgeb, Maler
- 1979: Schatzsucher
- 1980: Max und siebeneinhalb Jungen
- 1982: Wilhelm Meisters theatralische Sendung (TV)
- 1984: Die Geschichte vom goldenen Taler (TV)
- 1988: Die Weihnachtsgans Auguste
- 1989: Zum Teufel mit Harbolla (Szenarium)
- 1991: Die Sprungdeckeluhr

## Bücher
- 1967: Seemannsliebe
- 1982: Max und siebeneinhalb Jungen
- 1983: Der Entwurf oder Pfeifen hab ich nicht gelernt
- 1987: Dominik und die Räuber

## Auszeichnung
Am 4. Juli 1975 wurden Joachim Nestler und Manfred Freitag „für ihren Gesamtbeitrag bei der Entwicklung des Gegenwartsfilmschaffens des DEFA-Studios für Spielfilme“ mit dem Heinrich-Greif-Preis I. Klasse ausgezeichnet.